# 세종대왕 (1964년 영화)
"세종대왕"은 한국에서 제작된 안현철 감독의 1964년 영화이다. 최남현 등이 주연으로 출연하였고 윤종욱 등이 제작에 참여하였다.

## 출연

### 주연
- 최남현
- 문정숙
- 황정순
- 허장강

## 기타
- 원작자: 김영곤
- 조명: 고상배
- 미술: 박석인